# Gerhard Chorus
Ger(h)ard Chorus (Aken, 1285 - aldaar, 20 april 1367) was een Duits bestuurder. Hij was tussen 1326 tot 1346 zeven keer burgemeester van Aken en hij gaf opdracht tot de bouw van onder meer het stadhuis van Aken. Hij kwam uit een belangrijke regentenfamilie.
Hij was voor het eerst burgemeester van Aken in de periode 1326-1327. Op 18 augustus 1331 werd Chorus tot ridder geslagen door keizer Lodewijk IV de Beier, waarschijnlijk uit erkentelijkheid voor zijn verdiensten in het conflict van de vorst en Duitse steden met paus Johannes XXII. In 1332 was hij stadsvoogd en meier. Volgens Birmanns (bron 2) heeft hij zich ingespannen om de verhoudingen binnen Aken tussen de gilden en het patriciaat op samenwerking te richten in plaats van op onderlinge strijd: "Hij wendde zijn invloed aan om enerzijds de gerechtvaardigde wensen van de gilden te vervullen en aan hun klachten gehoor te geven. Anderzijds echter was hij te zeer patriciër, om op alle eisen van de gilden in te gaan. Het stadsbestuur bleef uitsluitend in handen van de patriciërs. Zij waren ook te machtig en te talrijk voor een succesvolle verheffing van de gilden. Om deze anderzijds te blijven onderdrukken was niet in overeenstemming  met het rechtvaardigheidsgevoel van Chorus en evenmin met de algemene politiek van zijn heer, keizer Ludwig, die immers overal de gilden ter wille was." 
Chorus vertegenwoordigde bij vele gelegenheden de stad Aken als diplomaat. In die hoedanigheid zette hij zich in om de Akense burgerij trouw aan de keizer te houden. Ook in de strijd tussen geestelijkheid en burgerij –  die zich zoals overal ook in Aken de middeleeuwen door voortsleepte –  voerde Gerard Chorus een bemiddelende politiek. De geestelijkheid had overal een uitzonderingspositie verworven, waardoor de plichten van burgers niet voor hen golden. De stadsbesturen probeerden de ongebreidelde toename van kerkelijke bezittingen tegen te gaan door hoge belastingen op te leggen en beperkingen te stellen aan erfenissen, of zelfs te verbieden aan de kerk testamentair na te laten. Dat het tijdens het leven van Ritter Chorus niet tot ernstige wrijvingen tussen de Raad en de geestelijkheid is gekomen was volgens Birmanns aan hem te danken, en daarvan getuigt ook zijn grafschrift, met de zinsnede ‘In Clero mitis ut agnis’ (tegenover de clerus zo mild als een lam), die doelt op zijn succesvolle, geweldloze verzoening van stad en geestelijkheid. Uit dankbaarheid werd de hem de hoge eer bewezen, in de Dom van Aken begraven te worden. 
De schrijn met zijn gebeente was oorspronkelijk voorzien van een koperen plaat, die verdwenen is en vervangen door een inscriptie met de volgende tekst: 
Gerardus Corus miles virtute sonorus
Magnanimus multum, scelus hic non liquit inultum.
In populo magnus, in clero mitis ut agnus.
Urbem dilexit et gentem splendide rexit,
Quem Deus a poena liberet barathrique gehenna

(Hier ligt) Gerard Corus, uitverkoren als ridder
Nobel van aard, liet hij misdaad niet onbestraft.
Burgers bood hij krachtig bescherming, de clerus mildheid.
Verslingerd aan de stad regeerde hij haar met glans en eer.
Moge God hem straf en hellepijn besparen.

Het graf werd geruimd en de stoffelijke overschotten van Chorus werden op 19 oktober 1843 op dezelfde plek in de kerk teruggeplaatst.